# America's Best Dance Crew
America's Best Dance Crew, a menudo abreviado como ABDC, es un show estadounidense de televisión que presenta varios grupos de danza callejera de los Estados Unidos. El show es producido por el juez de American Idol Randy Jackson, y se emite en varias cadenas: MTV lo ofrece en los Estados Unidos, Europa y Escandinavia, MuchMusic en Canadá, Musique Plus en Quebec y Boomerang en América Latina (con subtítulos).
El show es conducido por Mario López Jr. quien lo presenta desde el escenario y Layla Kayleigh que informa desde los bastidores. Los jueces son la rapera Lil Mama, el exmiembro de 'N Sync JC Chasez y el exmiembro de B2K Omarion. La serie fue originalmente desarrollada para NBC. A partir de la 4.ª edición del programa, uno de los jueces, Omarion, fue sustituido por el exintegrante de Quest Crew D-Trix(Dominic Sandoval).
Jabbawockeez resultó ganador de la Temporada 1 el 27 de marzo de 2008, derrotando a Status Quo en la final. La temporada 2 comenzó el 7 de junio de 2008, con audiciones en vivo. Super Cr3w fue declarado ganador de la temporada 2 el 21 de agosto de 2008, derrotando a SoReal Cru en la final. Quest Crew fue declarado ganador de la temporada 3 el 5 de marzo de 2009, derrotando a Beat Freaks en la final.
Después de muchas especulaciones de que el show había sido cancelado después de su tercera temporada, el Juez JC Chasez confirmó que se realizaría una cuarta temporada. De esta temporada se declaró ganador el equipo femenino We are Heroes el 27 de septiembre de 2009 derrotando al equipo latino Afroboriké.
En 2015 fue lanzada una nueva temporada del programa, la cual lleva por nombre America's Best Dance Crew Superestrellas: Camino a los VMas, fue estrenada el 29 de julio de 2015 y cuenta con la conducción de Jason Dundas y con un nuevo panel de jueces entre los cuales se encuentra Frankie Grande el hermano de la cantante y actriz Ariana Grande.

## Grupos ganadores
| Temporada                               | Ganador       | 2.º lugar     | 3.er lugar       | Fecha final              |
| --------------------------------------- | ------------- | ------------- | ---------------- | ------------------------ |
| America's Best Dance Crew (Temporada 1) | JabbawockeeZ  | Status Quo    | Holly Glory      | 27 de marzo de 2008      |
| America's Best Dance Crew (Temporada 2) | Super Cr3w    | SoReal Cru    | Fanny Pak        | 21 de agosto de 2008     |
| America's Best Dance Crew (Temporada 3) | Quest Crew    | Beat Freaks   | Fly Khicks       | 5 de marzo de 2009       |
| America's Best Dance Crew (Temporada 4) | We are Heroes | Afroboriké    | Massive Monkee   | 27 de septiembre de 2009 |
| America's Best Dance Crew (Temporada 5) | Poreotix      | Blueprint Cru | Hype 5-0         | 8 de abril de 2010       |
| America's Best Dance Crew (Temporada 6) | I aM mE       | ICONic boyz   | Phunk Phenomenon | 5 de junio de 2011       |
| America's Best Dance Crew (Temporada 7) | Elektrolytes  | 8 Flavahz     | Mos Wanted Crew  | 13 de junio de 2012      |

## Descripción general
America's Best Dance crew es un "Reality Show" de baile donde los grupos de las calles compiten para ganar un premio de $ 100.000 (USD). Cada semana, al grupo se le da un desafío. El reto es diferente para cada grupo, pero del mismo tipo. Por ejemplo, uno de los desafíos incluyen un conjunto de una escuela de gimnasia, y los grupos tenían que incorporar ritmos con los objetos en el escenario (casilleros, gradas, saltar cuerdas, etc.) Cada semana hay un show de actuación y resultados.Mario López revela cuáles son los dos grupos menos votados. Estos dos grupos hacen lo que estaban planeando hacer si hubieran estado a salvo y, a continuación, los jurados eligen cual grupo fue el mejor y este se queda mientras el grupo restante es eliminado. Desde la segunda temporada, el grupo ganador también recibirá el trofeo Golden B-Boy, una estatua de oro de un B-Boy haciendo un bloqueo, con las piernas en movimiento como un bobblehead. Otro aspecto único de cada grupo son las banderas. El logotipo de la bandera que representa al grupo, este logo figura en la mercancía, en el fondo de las entrevistas, y también como un efecto de transición. Cuando un equipo es eliminado, su bandera se cae de la parte superior del estadio, donde las banderas de la tripulación aún están colgadas.

## America's Best Dance Crew (Por temporadas)

### Temporada 1: 2008
La primera temporada se estrenó el 7 de febrero de 2008. El grupo de danza Jabbawockeez fue declarado ganador de la temporada 1 el jueves 27 de marzo de 2008, y recibió los $ 100.000 (USD) y un premio de un contrato para giras. También sería destacable la honrada Tercera posición ocupada por Kaba Modern tras una polémica decisión del jurado que fue bastante discutida.Es el único grupo ganador sin el Golden Bboy pero ellos han declarado que no lo necesitan y que están a gusto con lo que han ganado.
| Grupo            | Posición |
| ---------------- | -------- |
| JabbaWockeeZ     | 1º       |
| Status Quo       | 2º       |
| Kaba Modern      | 3º       |
| BreakSk8         | 4º       |
| Fysh N Chicks    | 5º       |
| Live In Color    | 6º       |
| ICONIc           | 7º       |
| Femme 5          | 8º       |
| Enigma Dance Kru | 9º       |

### Temporada 2: 2008
La segunda temporada se estrenó el 19 de junio de 2008. El grupo de danza Super Cr3w fue declarado el ganador de la temporada 2 en el 21 de agosto de 2008, y recibió los $ 100.000 (USD) un lugar en el America's Best Dance Crew Tour, y el primer trofeo Golden B-Boy.
- 1ºSuper CR3W
- 2ºSo Real Cru
- 3 °Fanny Pak
- 4ºBoogie Bots
- 5ºSupreme Soul
- 6ºA.S.I.I.D
- 7ºPresh Select
- 8ºXtreme Dance Force
- 9ºSass X7
- 10ºDistorted X

### Temporada 3: 2008
- 1 Quest Crew
- 2 Beat Freaks
- 3 Fly Khicks
- 4 Strikers All-Stars
- 5 Dynamic Edition
- 6 Ringmasters
- 7 Team Millennia
- 8 Boxcuttuhz
- 9 G.O.P Dance

### Temporada 4: 2009
La cuarta temporada se estrenó el 6 de agosto de 2009. El grupo de danza We are Heroes fue declarado el ganador de la temporada 4 el 27 de septiembre siendo el primer grupo en ganar formado solo por mujeres. Quedaron en segundo lugar el grupo Afroboriké, el primer grupo formado exclusivamente por latinos (5 puertorriqueños y 1 cubano).
- 1°We Are Heroes
- 2°AfroBoriké
- 3°Massive Monkees
- 4°Rhythm City
- 5°Vogue Evolution
- 6°Beat Ya Feet Kings
- 7°Southern Movement
- 8°Artistry in Motion
- 9 °Fr3sh

### Temporada 5
Esta temporada fue ganada por el grupo Poreotix. Este grupo de jóvenes destacó por su estilo. En 2º lugar quedó el grupo 'Blueprint Cru'. El 3º lugar fue para Hype 5-o.
quedando así las posiciones:

- 1. Poreotix
- 2. Blueprint Cru
- 3. Hype 5-o
- 4. Jungle Boogie
- 5. Saltare
- 6. Heavy Impact
- 7. Static Noyze
- 8. Royal Flush
- 9. Swagger Crew.

### Temporada 6: 2011
Se emitía en EE. UU, también conocida como la Edición de las Superestrellas ya que cada programa era dedicado a un artista en particular como Lil Wayne, Kesha, Black Eyed Peas, Katy Perry, Rihanna, Justin Bieber, Nicki Minaj, Kanye West y Pink en las finales. También cabe destacar que fue la temporada donde se destacó la juventud ya que en la final fue una de las impactantes por un encuentro de niños de 11 a 13 años ante uno de adolescentes de 15 a 20 años de edad. En esta temporada destacó el grupo de Krump Street Kingdom, que pasa a la historia del programa como el más numeroso que ha participado en todas las temporadas, con 10 miembros. Cabe destacar que el equipo 787crew, es el segundo equipo con origen latinoamericano, ya que viajaron desde Puerto Rico, para participar en la competencia(Es el primero que viene de un país latinoamericano ya que Afroborike llegó desde Las Vegas, Nevada).
El 5 de junio de 2011 I aM Me se coronó como el grupo ganador de la sexta temporada dejando en segundo lugar al grupo ICONic Boyz, el Grupo más Joven de todo ABDC formado por niños de 11 a 13 años (actualmente de 12 a 16) los ICONic Boyz se han ido separando repentinamente gracias a que la compañía de baile "ICONic Complex" es único dueño exclusivo del nombre del equipo, y el único que queda de este grupo es Thomas Miceli, ya que los demás de ellos se separaron, Vinny Castronovo para ser solista, Mikey Fusco, Louis Dippipa, Jason Smith y Madison Alamia que han formado el grupo "To Be One" o "2B1" y Nick Mara se separa también por su lado. A pesar de quedar en segundo lugar se han sostenido como unos impresionantes fenómenos en internet teniendo fanes en la mayor parte del continente Americano y España(ICONiacz, Oners, GRANDers, Nickinators) siento los "bieber" en versión miniatura. I aM Me es el primer grupo mixto en ganar America's Best Dance Crew, y el primero que no es de la zona West Coast de EE. UU como lo son todos los ganadores de las temporadas pasadas. En este último episodio hubo presentaciones especiales de todos los ganadores de las temporadas pasadas (Poreotix, We are Heroes, Quest Crew, Super Crew y Jabbawockeez).
- 1.- I aM mE
- 2.- ICONic Boyz
- 3.- Phunk Phenomenon
- 4.- Street Kingdom
- 5.- Instant Noodles
- 6.- 787 Crew
- 7.- Request Dance Crew
- 8.- FootworKINGz
- 9.- Jag6ed
- 10.- Electric Gentlemen

### Temporada 7: 2012
Retorno de las Superestrellas, los programas siguen siendo dedicados a diferentes artistas como Madonna, Britney Spears, David Guetta, Flo Rida, Pitbull, LMFAO, Rihanna y Drake.
El 13 de junio de 2012 se coronó como uno de los mejores y más votados el grupo de Elektrolytes. Esta fue la segunda vez que un grupo de jóvenes de 15 a 20 años quedaba contra uno de niños, en este caso Niñas de 12 a 16 años ( Elektrolytes v.s 8 Flavahz). En esta temporada también entra Funkdation el primer equipo Mexicano y el cuarto latino del programa.(G.O.P. Dance, Afroborike, 787 crew).
Grupos:
- 1.- Elektrolytes
- 2.- 8 Flavahz
- 3.- Mos Wanted Crew
- 4.- Rated Next Generation (RNG)
- 5.- Fanny Pak
- 6.- Collizion Crew
- 7.- Stepboys
- 8.- Funkdation
- 9.- Irratik
- 10.- Mix'd Elements

### Temporada 8: 2015
Esta temporada fue estrenada el 29 de julio de 2015, por la cadena de televisión MTV con un nuevo panel de jueces, entre ellos la estrella de Broadway Frankie Grande, conocido por ser el medio hermano de la cantante y actriz estadounidense Ariana Grande. Esta temporada también tiene un nuevo conductor.